# Comuna de Paris (1792)

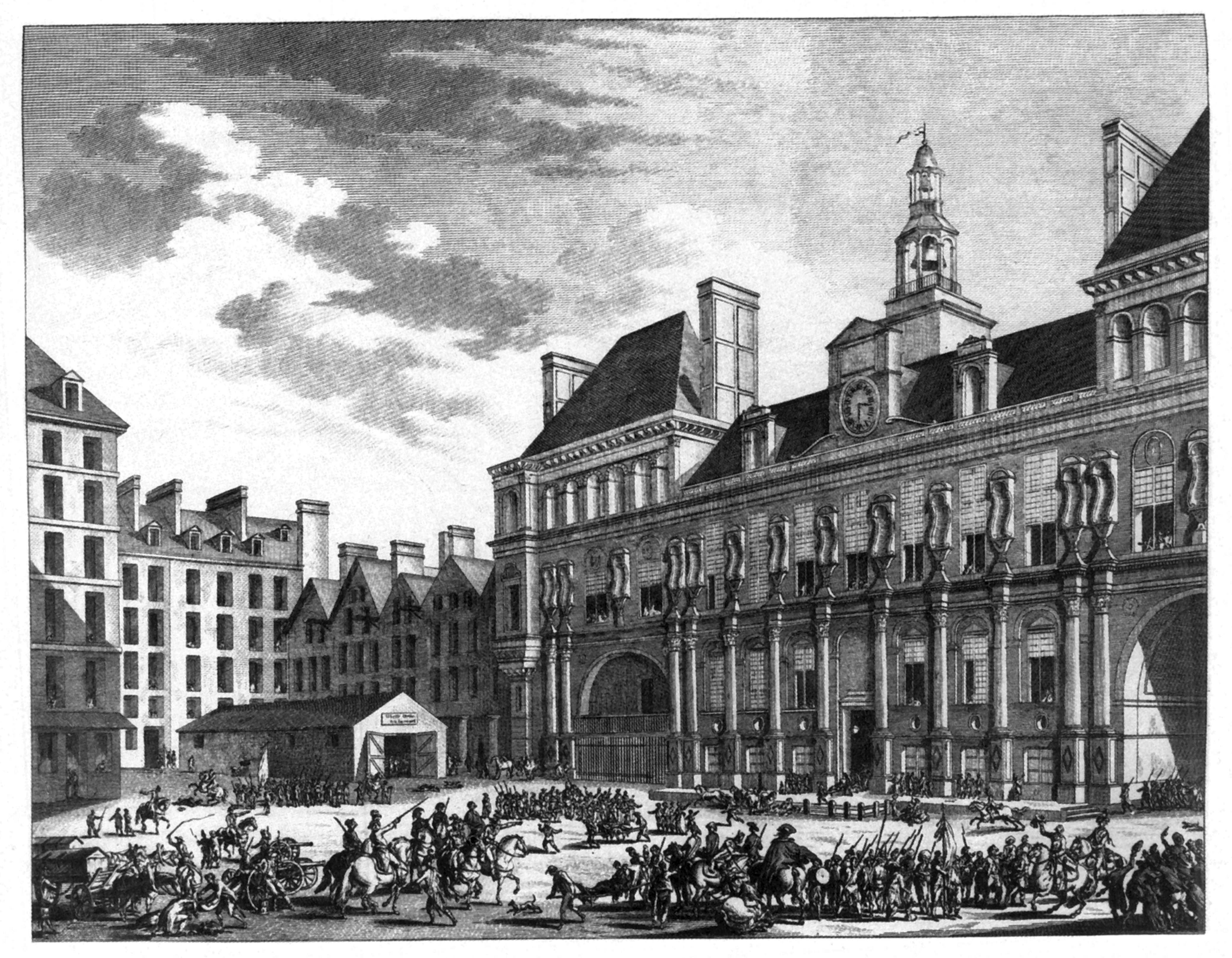
A Comuna no 9 Termidor do Ano II.

Comuna de Paris (1789–1795) é o governo revolucionário de Paris, estabelecido em 14 de julho de 1789 após a Tomada da Bastilha, marco inicial da Revolução Francesa. O seu primeiro prefeito foi Jean-Sylvain Bailly e teve suas sessões do Hôtel de Ville. Transformada em Comuna Revolucionária a partir de 10 de agosto de 1792, porta-voz dos elementos revolucionários do movimento parisiense, ela será personagem dos movimentos mais dramáticos vividos pela Revolução.
Pela lei de 21 de maio de 1790, o governo revolucionário passa a ser um organismo regular. Os membros do Comitê Geral da Comuna de Paris eram eleitos pelos cidadãos das 48 secções da cidade de Paris. Depois da substituição de Jean-Sylvain Bailly por Jérôme Pétion, em 18 de novembro de 1791[carece de fontes?] — suspensa de 6 a 13 de julho de 1792 —, a Comuna teve por prefeitos sucessivos: Philibert Borie (prefeito interino), Boucher-René (prefeito interino), Nicolas Chambon, Jean-Nicolas Pache e Jean-Baptiste Fleuriot-Lescot que manteve suas funções até o 9 Termidor do Ano II (27 de julho de 1794).

## A Comuna Insurrecional de Paris

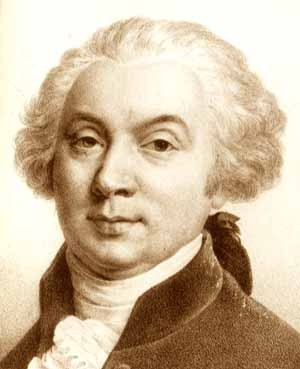
Jérôme Pétion de Villeneuve

Na noite de 9 para 10 de agosto de 1792, sob a ameaça de invasão externa e o receio de uma traição do Rei Luís XVI, uma comuna insurrecional, dirigida por Pétion, Pierre Louis Manuel e seu substituto Georges Danton toma o lugar da comuna legal. Formada por 52 comissários designados com a participação dos cidadãos parisienses, ela defende as ideias dos sans-culottes e torna-se um dos órgãos principais do governo, impondo seu poder às províncias.
A Comuna Insurrecional de Paris contribuiu para a criação do Tribunal Revolucionário (17 de agosto de 1792), destinado a julgar suspeitos, permaneceu passiva face aos Massacres de Setembro, impôs a proscrição dos Girondinos (2 de Junho de 1793) a instituição do Terror e participou do movimento de descristianização. Titular dos poderes da polícia, nomeou os policiais parisienses encarregados do encarceramento em massa de suspeitos.
Foi dominada, em 1793, pelo Comitê de Salvação Pública, dirigido por Robespierre, Saint-Just e Couthon. A Comuna Insurrecional de Paris perdeu sua influência após a eliminação dos Herbertistas (24 de Março de 1794). A Convenção Nacional suprimiu a Comuna de Paris e decidiu guilhotinar 95 de seus membros.
Sob a Convenção Termidoriana, a Comuna de Paris foi substituída por dois comissários.
A Constituição do Ano III (1795) então trocou a Comuna de Paris por doze municipalidades distintas, coordenadas por um escritório central, para impedir uma nova ditadura popular.